# 新蔡県
新蔡県（しんさい-けん）は中華人民共和国河南省の駐馬店市に位置する県。

## 行政区画
- 街道:古呂街道、今是街道、月亮湾街道

```
       南湖街道
```

- 鎮:磚店鎮、陳店鎮、仏閣寺鎮、練村鎮、棠村鎮、韓集鎮、竜口鎮、黄楼鎮、孫召鎮、余店鎮
- 民族鎮:李橋回族鎮
- 郷:河塢郷、関津郷、宋崗郷、頓崗郷、澗頭郷、楊荘戸郷、化荘郷、櫟城郷、弥陀寺郷